# Andorra vid världsmästerskapen i friidrott 2009
Andorra deltog vid Världsmästerskapen i friidrott 2009 i Berlin.

## Deltagare

### Herrar
| Gren   | Namn            |
| 1500 m | Victor Martinez |

### Damer
| Gren      | Namn            |
| 800 meter | Natalia Callego |